# Hjalmar Gullberg (statistiker)
Otto Hjalmar Gullberg, född den 3 april 1847 i Östra Grevie i Malmöhus län, död den 22 januari 1923 i Stockholm, var en svensk statistiker, bror till Gotthard Gullberg.
Gullberg blev 1875 filosofie kandidat vid Lunds universitet och samma år filosofie doktor vid Uppsala universitet. Han blev efter tjänstgöring i Statistiska centralbyrån 1885 aktuarie där och var 1891–1914 förste aktuarie och chef för Kommerskollegii avdelning för näringsstatistik. Han var ledamot i kommittén för inrättandet av en statsmedicinsk anstalt 1897–1898, blev 1905 ledamot i Statistiska kommittén och förordnades 1906 som ledare för Sveriges del av en interskandinavisk undersökning rörande varuutbytet mellan de skandinaviska länderna.
Bland Gullbergs skrifter märks Statistisk beskrifning öfver jordens länder (svensk bearbetning av texten till Richard Andrees stora handatlas, 1881), Folkmängden och folkökningen i Skandinavien 1815–80 (utgiven tillsammans med Gustav Sundbärg, 1882), omarbetning och redigering av de geografisk-statistiska artiklarna rörande Sverige och Norge i Brockhaus konversationslexikon (1890), Olycksfall i arbetet år 1897, statistisk undersökning (1899), Justitiematrikel (1902), Landsstatsmatrikel, I-II (utgiven tillsammans med Torsten Uggla, 1903–1904) samt Idkare af handel, industri och sjöfart (avdelning XXII i "Svenskt porträttgalleri", 1906). 
Hjalmar Gullberg är begravd på Norra begravningsplatsen i Solna kommun.

## Digitaliserade verk
- Matrikel öfver Sällskapets ledamöter 1800-1900 / enligt uppdrag utgifven af Hjalmar Gullberg. Stockholm: Sällsk. 1900. Libris 22416215. http://hdl.handle.net/2077/55176